# Argyripnus pharos
Argyripnus pharos és una espècie de peix pertanyent a la família dels esternoptíquids.

## Descripció
- Fa 7,9 cm de llargària màxima.
- Nombre de vèrtebres: 42-44.[5]

## Hàbitat
És un peix marí i batipelàgic que viu entre 100 i 492 m de fondària.

## Distribució geogràfica
Es troba des d'Àfrica fins a les illes Filipines, Indonèsia i el mar del Corall.

## Observacions
És inofensiu per als humans.